# Espúrio Fúrio Medulino (tribuno consular em 400 a.C.)
Espúrio Fúrio Medulino (em latim: Spurius Furius Medullinus) foi um político da gente Fúria nos primeiros anos da República Romana, eleito tribuno consular em 400 a.C.. Lívio, contudo, nomeia um Lúcio Fúrio e não Espúrio Fúrio. Era filho de Lúcio Fúrio Medulino, tribuno consular em 432 a.C., e irmão de Lúcio Fúrio Medulino, cônsul em 413 e 409 e tribuno consular por sete vezes, e do famoso Marco Fúrio Camilo. Seu filho era Lúcio Fúrio Medulino Fuso, tribuno consular em 381 e 370 a.C..

## Primeiro tribunato consular (400 a.C.)
Em 400 a.C., foi eleito tribuno consular com Públio Mélio Capitolino, Lúcio Titínio Pansa Saco, Públio Licínio Calvo Esquilino, Públio Mânlio Vulsão e Lúcio Publílio Filão Vulsco. Segundo Lívio, Públio Licínio foi o primeiro plebeu a ser eleito tribuno consular, uma afirmação contestada por alguns historiadores modernos.
Roma reconquistou Anxur (Terracina) dos volscos.